# Biserica romano-catolică din Coplean
Biserica romano-catolică din Coplean, cu hramul Adormirea Maicii Domnului, este un monument istoric și de arhitectură din secolul al XV-lea.

## Istoric
Cu ocazia reformei protestante lăcașul a fost folosit ca biserică reformată, până când, la sfârșitul secolului al XVIII-lea a devenit din nou romano-catolică.
În prezent biserica este folosită și de comunitatea greco-catolică, vechea biserică greco-catolică din localitate fiind trecută în 1948 în folosința bisericii ortodoxe.